# Enrique Bolín
No puede entenderse la historia de la Costa del Sol sin conocer la labor de Enrique Bolín, alcalde de Benalmádena en diversas etapas. Enrique Bolín Pérez-Argemí (Málaga, 27 de febrero de 1940-Benalmádena, España; 17 de octubre de 2018) más conocido como El Inventor de Benalmádena, fue un político español, senador del Partido Popular y varias veces alcalde del municipio malagueño de Benalmádena, en la comunidad autónoma de Andalucía.

## Biografía
En 1966, Enrique Bolín fue alcalde por primera vez, con tan solo 26 años, de una localidad que por entonces contaba con 3.000 habitantes, asentados en tres núcleos urbanos, Costa, Arroyo de la Miel y Benalmádena Pueblo. Antes de que Bolín fuese alcalde, ya se le conocía por un joven con un gran patrimonio entre Málaga Capital, Benalmádena y Torremolinos.
Enrique Bolín nace en la casa de su abuela paterna, Monte Sancha, en Málaga Capital. Tiene una hermana, Maribel catorce meses más grande. Poco después de nacer, sus padres, Enrique Bolín Bidwell promotor de turismo y hostelería en la Costa del Sol y Concepción Pérez-Argemi alquilan a doña Carlota Alessandri una finca de Torremolinos, con una casa de grandes dimensiones, ‘’La Roca’’. Los padres no dudan en transformar la finca en un hotel, llamándole hotel ‘’La Roca’’. Con el tiempo el hotel ‘’La Roca’’ se convertiría en el sitio más concurrido de la época por actores, actrices, condes, condesas, marqueses del momento. Los padres de  Enrique Bolín mantuvieron una fuerte amistad con la familia de Marqués de Larios.
En 1956, con 16 años de edad  Enrique Bolín se instala en Benalmádena cuando los padres compran una finca para un nuevo hotel, llamándose hotel ‘’La Roca’’ Benalmádena. A partir de ese momento Enrique Bolín y Benalmádena no se separarían. Empezó desde muy temprana edad con sus propios negocios.
Con tan solo 20 años de edad Enrique Bolín forma parte durante 4 años de la directiva de C.D. Málaga siendo presidente Julio Parres. Enrique Bolín se incorpora en la directiva del C.D. Málaga cuando se decide organizar por primera vez el Trofeo Costa del Sol. El papel de Enrique Bolín como directivo del Málaga fue de gran importancia para el primer Trofeo Costa del Sol, especialmente porque sabía inglés y francés, y era útil para los equipos de distintas nacionalidades que participaban en dicho torneo. Enrique Bolín siendo directivo del C.D Málaga fue testigo directo de dos ascensos a Primera División.
Siendo directivo del C.D Málaga le ofrecen ser presidente del Juventud de Torremolinos CF, cargo que acepta. Impulsa y consigue como presidente del Juventud de Torremolinos que se construya un campo de fútbol para el club. Ahora es el actual Estadio Municipal ‘’El Pozuelo’’. Enrique Bolín consigue como presidente ascender por primera vez en la historia del Juventud de Torremolinos a Tercera División. En 1966 dimite para dedicarse a la política.
Alcalde de Benalmádena en varias ocasiones desde 1966 hasta 2007, Enrique Bolín, de profesión industrial, gana las primeras elecciones municipales desde la reinstauración de la democracia en España en dicho municipio, a las que se presentó como candidato independiente.
Tras varios años como alcalde independiente, en 1984 ingresa en Alianza Popular (AP), siendo en aquel momento fundador y presidente Manuel Fraga. Su entrada en Alianza Popular influye poderosamente las excelentes relaciones que ambos mantenían. Enrique Bolín fue nombrado vicepresidente segundo de la junta directiva provincial. Al tiempo dimite José Francisco Lorca Navarrete como presidente provincial y Manuel Fraga pide a Enrique Bolín que se haga cargo del partido como presidente del partido, Enrique Bolín acepta, pero no llega a materializarse el cargo porque finalmente se decide que el presidente del partido provincial será Francisco Ortiz de la Torre, en aquel momento vicepresidente primero. 
El Partido Popular en 1986 presenta a Enrique Bolín para senador. Enrique Bolín fue elegido senador por la circunscripción electoral de Málaga en junio de 1986.
Un año después, Enrique Bolín se presenta en las elecciones municipales de 1987, para candidato a la alcaldía por el Partido Popular de Benalmádena y gana las elecciones. Faltándole un concejal, Enrique Bolín llega a un acuerdo con el segundo partido más votado liderado por Ramón Rico. Llegan al acuerdo que los dos primeros años sería alcalde Ramón Rico y los dos últimos años Enrique Bolín. 
Finalmente, Ramón Rico no cumple con el acuerdo y, cuando llega el momento de hacer el cambio, no permite que Enrique Bolín cumpla con los dos años como alcalde. Después de ese mandato y de no cumplir con el acuerdo, Ramón Rico dejó de ser alcalde.
En 1989, mientras pasaba unas vacaciones en su barco junto a unos amigos en Gibraltar, fue detenido por una pequeña posesión de estupefacientes dentro de un sobre. La cantidad encontrada no era considerado delito en la legislación española. Finalmente fue condenado en Gibraltar a cuatro meses de prisión, que luego le fueron conmutados por una sanción de 1500 libras. Su detención mantiene la polémica de una traición por algunos de los acompañantes del barco y compañeros del partido político que militaba en ese momento, estando supuestamente preparada toda la trama.  Se hizo público que un día antes de su salida en barco habían llamado al puerto de Gibraltar indicando que Enrique Bolín pasaría por aguas gibraltareñas y que debían registrar el barco.
Expulsado del Partido Popular ,Bolín creó su propio partido, el Grupo Independiente de Benalmádena (GIB), y volvió a estar al frente de la alcaldía entre 1995 y 2007 con mayorías absolutas.En las elecciones de 2007-2011 vuelve a ganar sin mayoría. Finalmente con la coalición del Partido Socialista, Izquierda unida Iniciativa Democrática por Benalmádena y Movimiento por Benalmáde le arrebatan la alcaldía a Enrique Bolín.
Meses antes de las elecciones municipales de 2007-2011 se hizo público que el Partido Popular, siendo el presidente del PP en la provincia de Málaga, Joaquín Ramírez, quisieron convencer a Enrique Bolín para que volviese y fuese nuevamente candidato por Partido Popular, pero Enrique Bolín no aceptó. Enrique Bolín propuso al Partido Popular que ficharan como candidato al que era en esos momentos su primer teniente alcalde, Enrique Moya Barrionuevo. Finalmente Enrique Moya y el Partido Popular llegaron a un acuerdo. Moya fue dos años alcalde de Benalmádena por una moción de censura a su favor, apoyado en la moción por el partido político de Bolín (GIB). Pasados los años se supo que este movimiento fue una estrategia política de Enrique Bolín para tener posibles apoyos en el caso de que necesitara hacer coalición para ser reelegido alcalde.
Enrique Bolín volvería a la política para las elecciones de 2011-2015, esta vez como presidente del partido Benalmádena Organización Liberal Independiente (BOLI), siendo el candidato para la alcaldía Juan Antonio Lara Martín.
El Partido Socialista Obrero Español antes de las elecciones de 2007 denuncia a Enrique Bolín por una posible prevaricación urbanística. Bolín a su favor con tres informes favorables, elaborados por funcionarios municipales rigurosos y de máxima solvencia (el asesor jurídico, el jefe del departamento de Urbanismo y el jefe de Vías y Obras) frente a uno en contra condicionado realizado por el aparejador municipal a expensas de la elaboración de un estudio de detalle. El juez, en su sentencia, fijó toda su atención sobre este último sin tener en consideración los otros tres, condenando a Enrique Bolín a ocho años de inhabilitación para ejercer como concejal o alcalde. Cuando la Fiscalía interpone la denuncia en el año 2007 el Ayuntamiento ya había aprobado su PGOU definitivo con el informe favorable de la propia Junta de Andalucía y declarando de este modo que la promoción de viviendas se ajustaba plenamente a la legalidad. En la actualidad 35 familias residen con total normalidad en este edificio. Siempre ha estado la controversia que su inhabilitación estuvo politizada para frenar su carrera política.
Enrique Bolín era hijo de Enrique Bolín Bidwell, promotor de turismo y hostelería en la Costa del Sol, y sobrino de Luis Bolín, corresponsal en Londres del diario ABC, quien alquiló el avión Dragon Rapide que llevó a Francisco Franco desde Canarias hasta Tetuán para que pudiera sumarse al golpe de Estado en España de julio de 1936 que dio lugar a la guerra civil española y a la caída de la Segunda República.
Enrique Bolín escribió sus memorias en un libro titulado "Retazos inéditos" publicado en 2010.